# Priorato de Saint-Martin-des-Champs
La Priorato de Saint-Martin-des-Champs (del francés: Prieuré Saint-Martin-des-Champs) es un priorato benedictino desaparecido en París, situado en lo que hoy es el distrito 3 de la Rue Saint-Martin. Su nombre proviene de su ubicación original al norte de París, en los campos a lo largo de la antigua calzada romana a Soissons.
Durante la Revolución francesa, el monasterio fue abolido, quedando sólo la iglesia construida en los siglos XII y XIII y el refectorio. 
En la actualidad son propiedad del Conservatorio Nacional de Artes y Oficios, una escuela de artes aplicadas y oficios, que ha establecido el Museo de Artes y Oficios en la iglesia y utiliza el refectorio como biblioteca.

## Historia
Saint-Martin-des-Champs surgió de una comunidad monástica fundada en el siglo VIII fuera de las murallas de la ciudad. En 1060, durante el reinado de Enrique I (y su esposa Ana de Kiev), el monasterio pasó a estar bajo la protección del poder real y fue reorganizado. En 1079, el monasterio se transformó en priorato del monasterio de Cluny.
Alrededor del monasterio se desarrolló un barrio del mismo nombre, que se amplió durante la construcción de las murallas de la ciudad bajo el reinado de Felipe II. Augusta estaba todavía fuera de la ciudad en los años 1190-1210. Sólo las murallas construidas bajo el mando de Étienne Marcel a partir de 1356 la incluyeron en la ciudad.
La iglesia fue construida en los siglos XII y XIII. El ábside data de la década de 1130, el refectorio gótico fue construido hacia 1235 por Pierre de Montreuil, arquitecto de la Sainte-Chapelle.
Tras la disolución del monasterio durante la Revolución francesa en 1798, aquí se ubicó el Conservatorio Nacional de Artes y Oficios, cuya sede actual fue construida en 1845 por el arquitecto Léon Vaudoyer, y en la iglesia se estableció el Museo de Artes y Oficios y en el refectorio la biblioteca de la escuela.

## Galería de imágenes

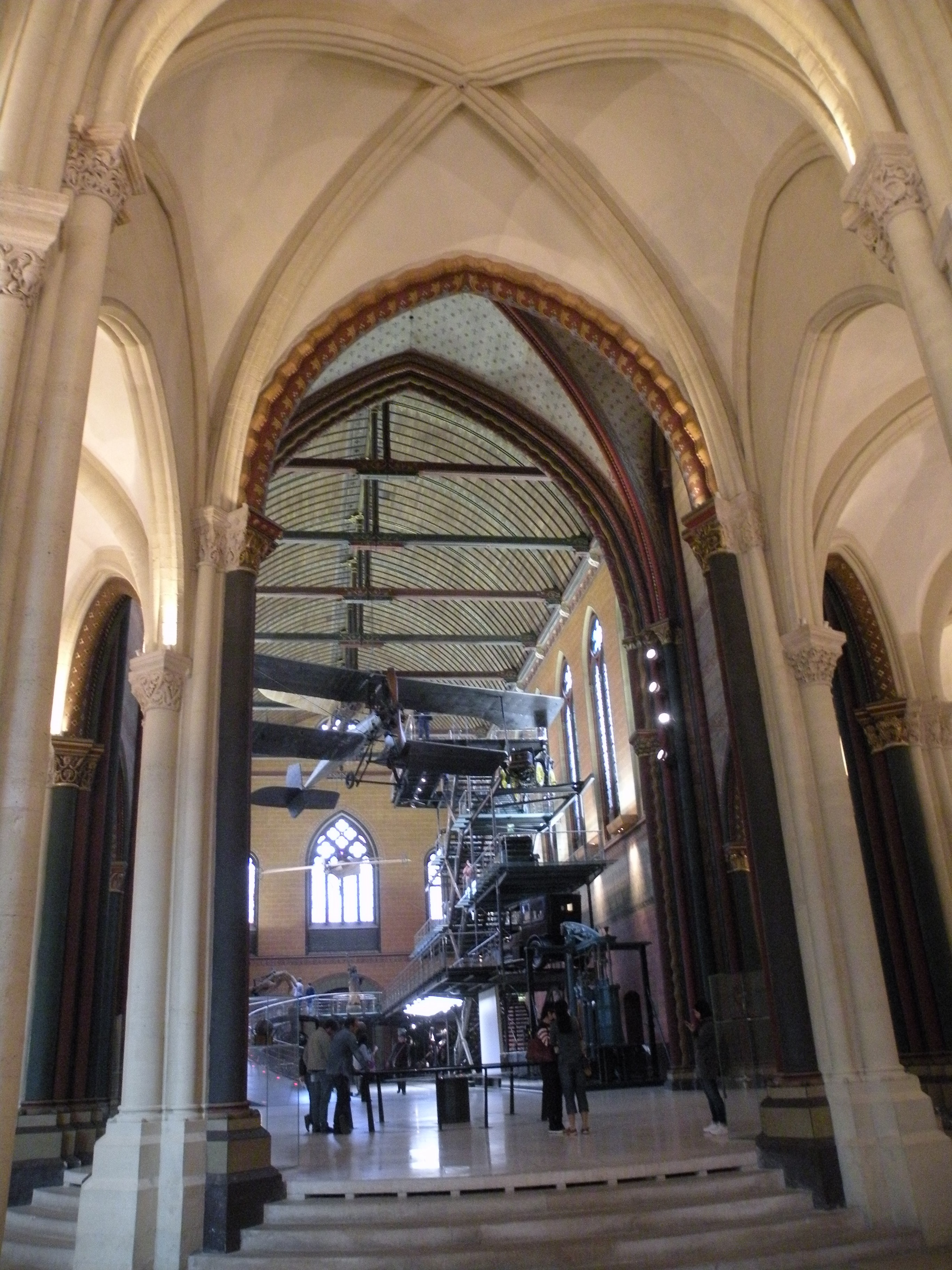
Interior
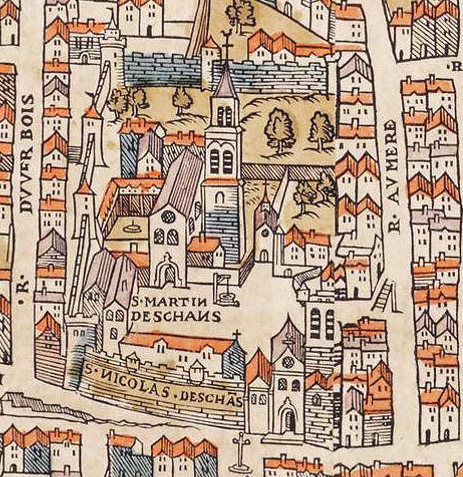
Mapa de París hacia 1550, Abadía de Saint-Martin-des-Champs